# Le Mesnil-Saint-Denis
Le Mesnil-Saint-Denis ist eine französische Gemeinde mit 7103 Einwohnern (Stand: 1. Januar 2022) im Département Yvelines in der Region Île-de-France. Sie gehört zum Arrondissement Rambouillet und zum Kanton Maurepas. Die Einwohner heißen Mesnilois.

## Geographie
Le Mesnil-Saint-Denis liegt etwa 28 Kilometer südwestlich von Paris. Die Gemeinde gehört zum Regionalen Naturpark Haute Vallée de Chevreuse. 
Umgeben wird Le Mesnil-Saint-Denis von den Nachbargemeinden Élancourt im Norden, Trappes im Nordosten, Saint-Lambert im Osten, Saint-Forget im Südosten, Dampierre-en-Yvelines im Süden, Lévis-Saint-Nom im Südwesten, Coignières im Westen und La Verrière im Nordwesten.

## Geschichte
Die Gegend wurde von Pippin dem Jüngeren an die Abtei von Saint-Denis zum Lehen gegeben. Der Ort Le Mesnil taucht erstmals unter diesem Namen im 12. Jahrhundert auf.

## Bevölkerungsentwicklung
| 1962                       | 1968 | 1975 | 1982 | 1990 | 1999 | 2006 | 2011 |
| -------------------------- | ---- | ---- | ---- | ---- | ---- | ---- | ---- |
| 1727                       | 4061 | 5381 | 6594 | 6528 | 6518 | 6610 | 6611 |
| Quellen: Cassini und INSEE |      |      |      |      |      |      |      |

## Sehenswürdigkeiten

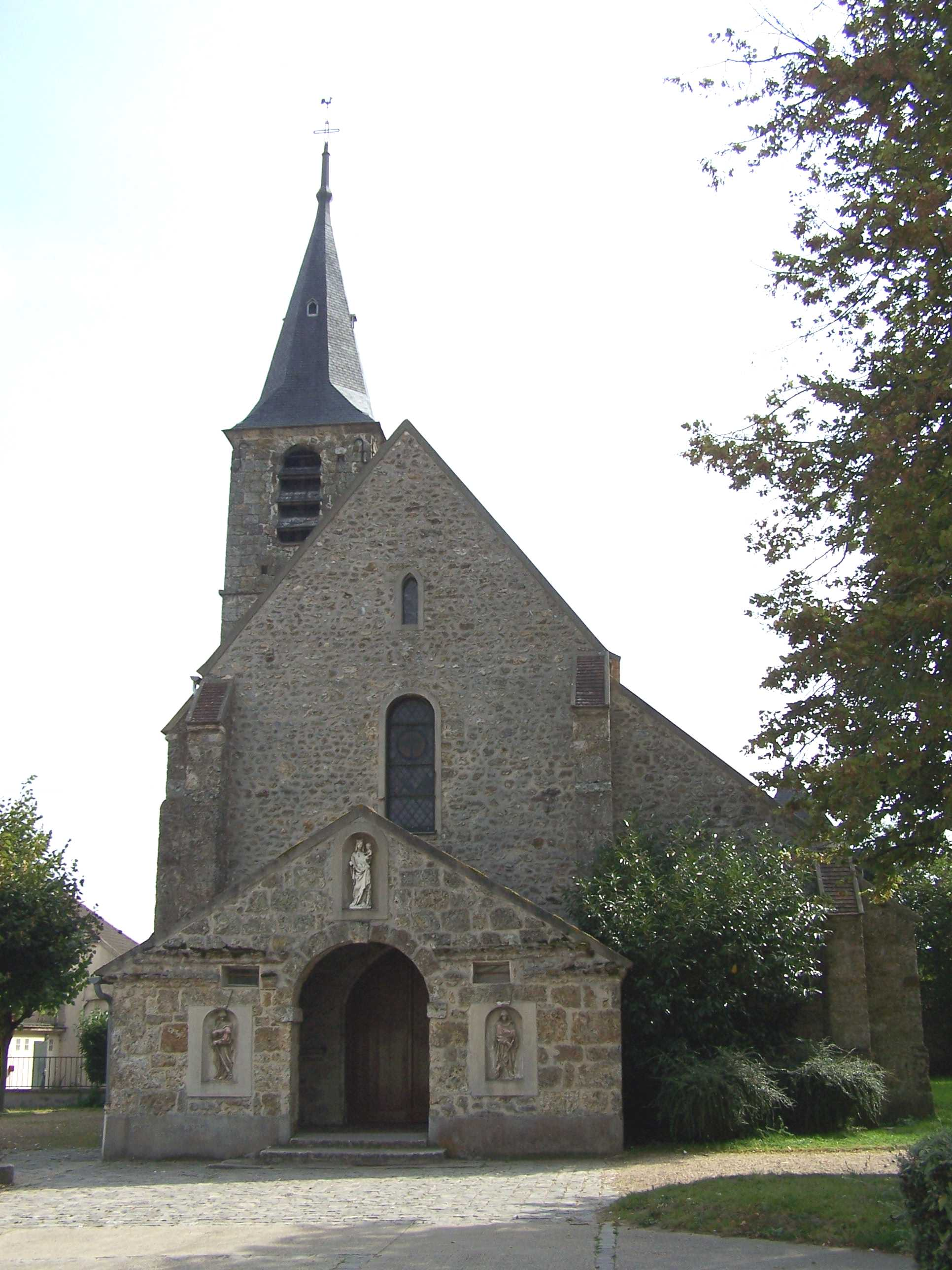
Kirche Saint-Denis

Siehe auch: Liste der Monuments historiques in Le Mesnil-Saint-Denis
- Kirche Saint-Denis, ursprünglich im 13. Jahrhundert errichtet, mit großen Umbauten im 16. Jahrhundert, nach der Zerstörung 1721 rekonstruiert
- Château du Mesnil, im 16. Jahrhundert errichtet (Baubeginn 1589), heute Rathaus, seit 1947 Monument historique
- Château des Ambésis, Monument historique
- Skit du Saint-Esprit: russisch-orthodoxe Klause im Wald von Faye, durch russische Mönche 1938 gegründet
- Kloster Sacré-Cœur

## Gemeindepartnerschaften
Mit der deutschen Gemeinde Hankensbüttel in Niedersachsen besteht seit 1984 eine Partnerschaft.

## Persönlichkeiten
- Henri Louis Habert de Montmor (1600–1679), Gelehrter, Eigentümer des Château du Mesnil
- Maurice Blanchot (1907–2003), Schriftsteller
- Elmar Tophoven (1923–1989), Lektor und Übersetzer